# Alonso Alegría Amézquita
Alonso Alegría (Lima, 14 de julio de 1940) es un dramaturgo y director teatral peruano, hijo del famoso novelista peruano Ciro Alegría y de Rosalía Amézquita, pianista y bibliotecaria. Es uno de los más prestigiosos dramaturgos del Perú.

## Biografía
Alegría nació en Santiago de Chile durante el exilio político de su padre, volviendo al Perú en 1941 con su madre y hermano mayor.  Estudió en Lima en el Colegio Markham, teniendo como compañero de clase a Javier Heraud, y luego Arquitectura en la Universidad Nacional de Ingeniería (UNI) mientras asistía a las clases de Reynaldo D'Amore en el Club de Teatro de Lima.  Abandonó los estudios de arquitectura para dedicarse al Teatro.  Más adelante ganó una beca Fulbright e ingresó a la Universidad de Yale para estudiar teatro: allí obtuvo los grados de Bachiller en Arte (B.A. 1964) y Master of Fine Arts en Dramaturgia y Literatura Dramática (1966) con estudios especiales de Dirección de Escena (1967). Luego de Yale volvió al Perú y se casó en 1969 con Marta Sánchez-Aizcorbe Carranza (1937-2016), volviendo luego a los Estados Unidos para enseñar durante dos años en la Texas Tech University.  Regresando al Perú dio inicio, en 1971, y hasta 1978 fue Director/Productor del Teatro Nacional Popular, órgano del Instituto Nacional de Cultura (INC). En 1978 viajó a los Estados Unidos donde enseñó durante ocho años en tres universidades (Florida International University, Waynesburg University y Kenyon College) para regresar al Perú a mediados de 1987.  Desde entonces ha brindado cursos y enseñado Dramaturgia en la PUCP y en el VIVERO DE DRAMATURGIA, un sistema de enseñanza de escritura dramática iniciado por él y Adriana del Águila en enero de 2010.  
Alegría ha sido alumno de Reynaldo D'Amore, Luis Álvarez, Nikos Psacharopoulos, John Gassner y Joseph Papp.

## Dirección y producción
Alegría fue el iniciador y Director/Productor del Teatro Nacional Popular del Instituto Nacional de Cultura (1971-78) y ha dirigido, desde 1960, unos 150 montajes teatrales, tanto en el Perú como en los Estados Unidos: algunos títulos importantes son el estreno peruano de ESPERANDO A GODOT de Beckett en 1961, el estreno en 1975 del primer montaje peruano de HAMLET de Shakespeare, el primer montaje moderno peruano de EDIPO REY de Sófocles (1978), el estreno mundial del muy antiguo texto teatral anónimo LA TRAGEDIA DEL FIN DE ATAU-WALLPA, en traducción del quechua de Jesús Lara (1975), y el estreno mundial de las primeras piezas de la dramaturga peruana Sara Joffré (1962). En años recientes se ha dedicado a la dirección de solamente sus propias obras teatrales y de obras contemporáneas de teatro peruano, así como a la enseñanza de la dramaturgia.

## Docencia en dramaturgia
Alegría ha sido catedrático de teatro y literaturas dramáticas en tres universidades de los Estados Unidos (Texas Tech University de 1969 a 1971, Waynesburg University de 1979 a 1982 y Kenyon College de 1982 a 1987). Desde 1998 hasta 2016 fue profesor asociado de Dramaturgia en la especialidad de Artes Escénicas de la Facultad de Ciencias y Artes de la Comunicación de la Pontificia Universidad Católica del Perú y actualmente es profesor principal de VIVERO DE DRAMATURGIA, sistema independiente de talleres sucesivos y complementarios de escritura para la escena que Alegría inició, con Adriana del Águila, en 2011.  Actualmente el VIVERO cuenta con un promedio de 60 alumnos repartidos en distintos talleres y niveles.  El VIVERO tiene base en Lima y actividad en Colombia, donde Alegría ha conducido talleres para la Universidad Nacional de Colombia, la Academia Superior de Artes de Bogotá y la Universidad Central de Bogotá.  Entre sus principales exalumnos se cuentan los dramaturgos peruanos Mariana de Althaus, César de María, Eduardo Adrianzén, Claudia Sacha, Gonzalo Rodríguez Risco, Daniel Amaru Silva, Patricia Romero, Luis León, Giuseppe Albatrino, Ángelo Condemarín, Paola Vicente y Carlos Portugal, todos ellos con obras premiadas, montadas y/o publicadas.

## Obra dramática
Las obras de Alegría se caracterizan por una historia totalmente comprensible, un estilo pulcro, personajes fuertes, un leve humor de fondo y cierta inclinación hacia los usos dramáticos tradicionales frente a la experimentación más abstracta, contando historias interesantes y significativas tanto para el público general como para el especializado, con frecuencia haciendo uso de una convención teatral presentacional, o abierta al público (particularmente en EL TERNO BLANCO, DANIELA FRANK, PARA MORIR BONITO y BOLOGNESI EN ARICA). Dentro de su realismo también aparece, sin embargo, cierta variante del 'realismo mágico', en cuanto sus personajes creen en imposibles (EL CRUCE...) o habitan lugares casi mágicos (CAVANDO...). Su pieza más conocida es EL CRUCE SOBRE EL NIÁGARA con la que ganó el premio Casa de las Américas en 1969 y desde entonces ha sido montada en más de 50 países; se pueden contar como montajes importantes el de Potsdam (1971), el del National Theatre (1975, bajo la dirección de John Russel Brown) y el de Manhattan Theater Club en 1983). En 2001 esta obra fue incluida entre las diez mejores piezas latinoamericanas del siglo XX por el Círculo de Críticos Teatrales de Montevideo. En 1965 Alegría ya había ganado el Premio Nacional de Teatro con REMIGIO EL HUAQUERO (una primera versión de CAVANDO EN LA ARENA), premio que compartió con EL RABDOMANTE, pieza póstuma de Sebastián Salazar Bondy. Desde marzo de 2020 hasta julio de 2021, durante la pandemia, Alegría fue guionista de la serie de televisión educativa APRENDO EN CASA, una iniciativa del Ministerio de Educación, con difusión nacional.  En julio de 2022 escribió y dirigió la producción en Lima de CAVANDO EN LA AREA, versión definitiva de REMIGIO..., y actualmente se desempeña como editor de libros de ficción y traductor al inglés, idioma que maneja aún mejor que el castellano.

## Otros logros
Además de sus obras dramáticas, Alegría ha escrito y publicado "OAX, crónica de la radio en el Perú 1925-1990" por encargo de la emisora RPP del Perú y ha dirigido el grupo creativo que preparó el libro original del exitoso programa infantil Nubeluz, estrenado en 1990. En 1996 fue director-productor de CUADRANDO EL CÍRCULO, pieza que realizó una gira nacional en un teatro rodante especialmente construido y equipado por la firma CARSA; en 2000 fue director de casting para América Latina y Asesor Cultural de PRUEBA DE VIDA ("Proof of Life"), cinta de Warner Brothers/Castlerock Films filmado en el Ecuador y dirigido por Taylor Hackford, estelarizando a Meg Ryan y Russel Crowe; en julio de 2007 fue guionista principal y director general de "Mi novela favorita", serie radiofónica de 78 versiones sonoras de otras tantas novelas y narraciones clásicas, todas ellas presentadas por Mario Vargas Llosa, quien también condujo cada programa. La serie fue iniciativa y producción de RPP del Perú (CEO Manuel Delgado Parker). 
Más recientemente EL CRUCE SOBRE EL NIÁGARA se ha presentado en el Festival Iberoamericano de Teatro de Bogotá (abril de 2012) y a partir de 2015 se ha producido en Budapest y Estocolmo, Rumanía, el Uruguay. En marzo de 2017 EL CRUCE... se estrenó en Buenos Aires por tercera vez, ahora bajo la dirección de Eduardo Lamoglia, y en 2021 se estrenó, también por tercera vez, en Tallin, Estonia. Alegría planea un nuevo montaje, bajo su propia dirección de escena, conmemorando el más de medio siglo de presencia mundial de esta pieza desde su estreno absoluto, en Lima, en 1969.

## Distinciones oficiales
Entre otras distinciones de entidades municipales y culturales peruanas, en 2012 Alegría fue encargado por el ITI-Perú de escribir el Mensaje para el Perú por el Día Mundial del Teatro, en 2014 fue reconocido y condecorado por el Gobierno Peruano como 'Personalidad Meritoria de la Cultura' y en 2022 la Municipalidad Metropolitana de Lima le otorgó su Medalla Cívica de la Cultura.

## Vida personal
Alegría es viudo de Marta Gloria Sánchez-Aizcorbe Carranza (1937-2016) con quien contrajo matrimonio en 1969 y tuvo dos hijos: Gabriel Alonso Alegría Sánchez-Aizcorbe (1970) -- doctor en Música por la Universidad de California del Sur (USC), trompetista y compositor especialista en jazz afroperuano, ahora permanentemente radicado en Lima-- y Martín Lorenzo Alegría Sánchez-Aizcorbe (1975), artista plástico autodidacta radicado en Lima. Actualmente Alegría vive en Lima con su hijo Gabriel, su nuera Gabrielle Foss, y sus nietos Natalia Inés Alegría Foss (noviembre 2015) y Oliver Cai Alegría Foss (junio 2017).  Alegría vive también rodeado de excelentes amigos y colegas y mantiene una muy intensa actividad profesional y social, habiendo dirigido una obra suya en 2022 y una obra de autor peruano en 2023. Está iniciando el trabajo de coautoría de una pieza dramática cuya idea matriz es de Lía Camilo.

## Obras y año de estreno (enLima, salvo indicación)
- El cruce sobre el Niágara. (1969, Premio Casa de las Américas)
- El terno blanco. (1981 en Potsdam, Alemania)
- Daniela Frank. (1984 en Williamstown, EE. UU.; nueva versión 1993 en Lima)
- Encuentro con Fausto. (1999)
- Libertad! (libreto para ópera). (2005 en Montpellier, Francia)
- Para morir bonito. (2009)
- Bolognesi en Arica. (2013)
- La lógica de Dios. (2013 en Río de Janeiro)
- Cavando en la arena (2022)

Esta obra fue finalista del Premio Tirso de Molina (2002) y su primera versión, que data de 1964, le ganó al autor su admisión al programa de dramaturgia de la Yale School of Drama. (Idania Rojas)